# José Antonio Molina Rosito
José Antonio Molina Rosito ( 28 de febrero de 1926, Tegucigalpa - 19 de septiembre de 2020, ibíd.) fue un botánico hondureño y profesor emérito en la Escuela Agrícola Panamericana.
Molina identificó y clasificó más de 100 especies de la flora nativa de Honduras y Mesoamérica. Una en particular, la orquídea nombrada Rhyncholaelia digbyana, fue declarada "Flor Nacional de Honduras" el 26 de noviembre de 1969.
Estuvo casado con Albertina de Molina, también profesora en Zamorano.

## Honores

### Eponimia
Peter Karl Endress nombró al género Molinadendron, pequeño árbol siempreverde.

### Galardones & distinciones
- Profesor emérito en Zamorano
- En 1976 obtuvo el Premio Nacional de Ciencia del gobierno de Honduras
- La Cámara Junior Internacional y la Municipalidad de San Pedro Sula: honores Recital de Otoño de 2004[5]
- Zamorano Capítulo de Honores Gamma Sigma Delta, de 2006[6]

## Algunas publicaciones
- Molina R., A. (1975). «Enumeración de las plantas de Honduras». Ceiba 19 (1).

- La abreviatura «Ant.Molina» se emplea para indicar a José Antonio Molina Rosito como autoridad en la descripción y clasificación científica de los vegetales.[7]